# David Wikander
David Wikander, född 21 juli 1884 i Säfsnäs socken i Västerdalarna, död 15 november 1955 i Gustav Vasa församling i Stockholm, var en svensk musiklärare och tonsättare, organist i Storkyrkan  i Stockholm 1920-1952 och ledamot av 1937 års koralbokskommitté. Han finns bland annat representerad i Den svenska psalmboken 1986. Wikander tilldelades medaljen Litteris et Artibus 1952. Han är begravd på Norra begravningsplatsen utanför Stockholm.

## Verk

### Orkesterverk
- Introduktion och fuga för stråkorkester

#### Vokalverk med orkester
- Kantat till Storkyrkans återinvigning 1954 (Gabriel Grefberg), 1954.
- Olaus Petri minne: Kantat (Robert Murray), 1952.

### Orgelverk
- Elegi fiss-moll (1912)
- Introduktion och fuga G-dur (1912)
- Guds rena Lamm oskyldig, orgelkoral (1920-talet)
- Förlossningen är vunnen, orgelkoral (1920-talet)
- Preludier till Den svenska koralbokens samtliga koraler (arr: Oskar Lindberg, Henry Weman och David Wikander), 1940
- Passacaglia över koralen Jag ville lova och prisa (1944)
- Hit o Jesu samloms vi (1944)
- Himmelriket är nära: Litet preludium och passacaglia över koralen Jesus från Nasaret (1948)
- Tre pingstmelodier. Koralförspel (1950)
- Julmusik över koralen En jungfru födde ett barn idag (1951)
- Meditation för orgel (1959)

### Sång och klaver
- Det brinner en stjärna i Österland: julsång, 1937.
- Eldbegängelsepsalm: koralpartita över koralen ”Nu tystne de klagande ljuden” (Samuel Gabrielsson), 1948.
- En höstvisa (Emil Kléen)
- Morgon väntar dig på dolda stränder (Pär Lagerkvist), 1948.
- Saliga äro de döda (Uppenbarelseboken 14:13), 1921
- Tre sånger. (Johan Skog och Bertel Gripenberg)
  - 1. I västerled
  - 2. Visa i lustgården
  - 3. Nocturne
- Tyst serenad (Sigurd Agrell), 1951
- Ur djupet av min själ, 1937
- Vi på jorden leva här (Martin Luther), 1921.

### För kör
- Dofta, dofta, vit syrén
- Förvårskväll
- Kung Liljekonvalje
- Om alla berg och dalar

### Koraler
- En dalande dag, en flyktig stund (1986 nr 624) tonsatt 1933
- Fördolde Gud, som tronar i det höga (1986 nr 570) tonsatt 1937 (psalmen finns i Svenska Akademiens Klassikerserie "Den gamla psalmboken")
- Låt nya tankar tolka Kristi bud (1986 nr 417) tonsatt 1937 (psalmen finns i Svenska Akademiens Klassikerserie "Den gamla psalmboken")
- Så skön en väg ej finns på jord (1986 nr 401) tonsatt 1938, efter psalmens första publicering
- Lindberg, Oskar; Weman Henry, Wikander David (1940). Preludier till den svenska koralbokens samtliga koraler. Stockholm. Libris 2879400